# Сидорково
Сидорково (рос. Сидорково, вимовляється як Сідоркава) — село у складі міського поселення Клин Клинського району Московської області Російської Федерації.

## Географія
Село Сидорково входить до складу міського поселення Клин. Найближчі населені пункти Селинське, Решоткіно.

## Населення
Станом на 2010 рік у селі проживало 6 людей